# Gegham
Ne doit pas être confondu avec Gegham (roi légendaire d'Arménie).
Le Gegham (en arménien Գեղամա լեռնաշղթա, Geghama Lernashkhta) est une chaîne montagneuse située en Arménie et s'étendant sur 70 km en longueur et 48 en largeur. Son point culminant est le mont Ajdahak (3 597 m).
Les rivières Azat, Vedi et Gavaraget y ont notamment leur source, et la réserve d'État de la forêt de Khosrov y est située.

## Histoire
La montagne porte le nom du roi légendaire et ancêtre des Arméniens, Gegham.

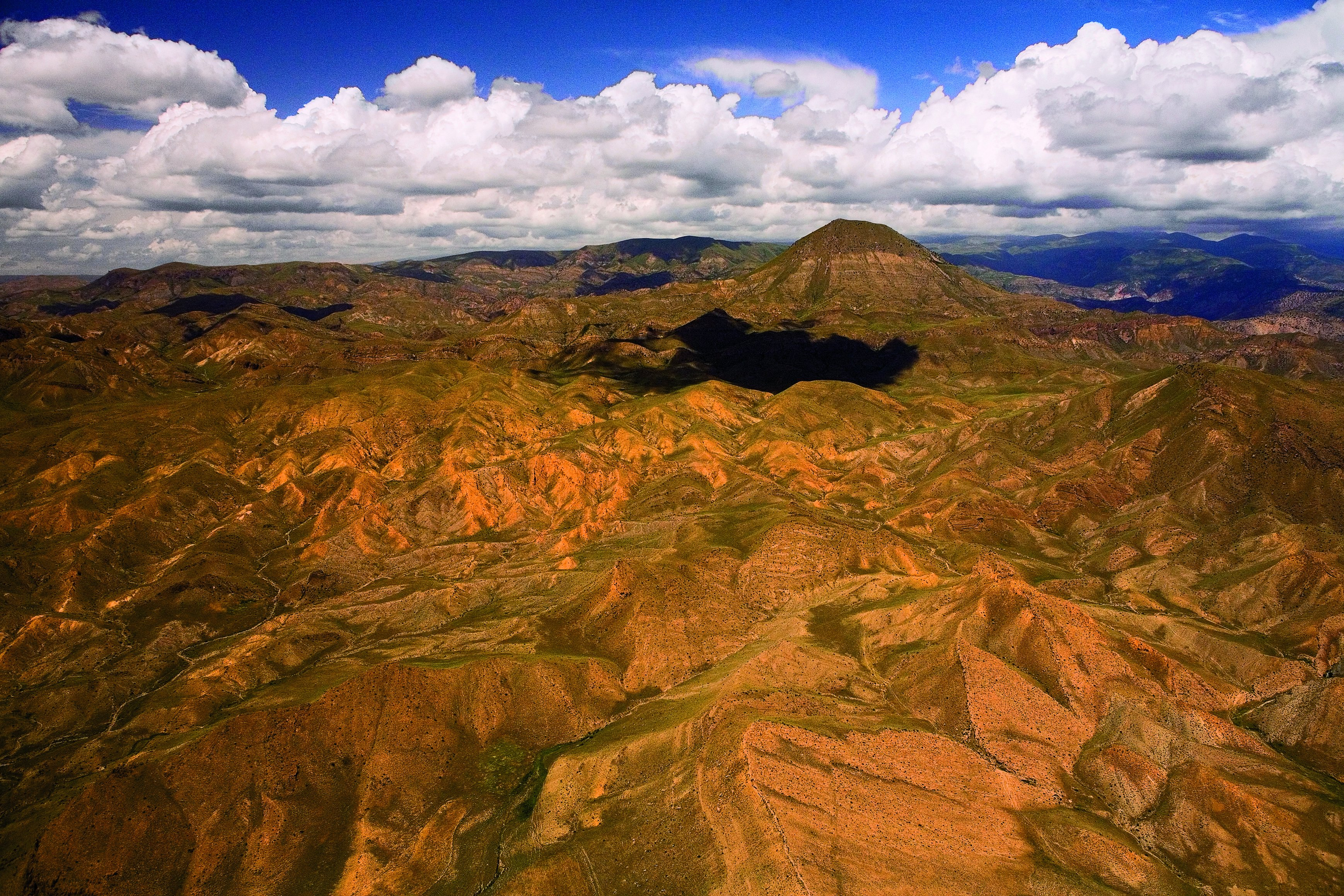
Vue aérienne du Gegham.